# Lago de San Valentino alla Muta
El lago de San Valentino alla Muta (en italiano) o Haidersee (en alemán) es un lago italiano, situado en la parte superior del Val Venosta, perteneciente a la provincia autónoma de Bolzano, en el noroeste del país. Se trata del segundo lago natural más grande de la provincia, tras el lago de Caldaro.

## Características
Se encuentra a una altitud de 1450 metros de altitud, presenta una baja proporción de algas, pero densas poblaciones de plantas acuáticas superiores sumergidas. Cubre una superficie de 87 hectáreas, y su profundidad máxima es de 15 metros.